# دينيسي هالفرسون
دينيسي هالفرسون (بالإنجليزية: Dean Halverson) هو لاعب كرة قدم أمريكية أمريكي، ولد في 24 أغسطس 1946 في أولمبيا في الولايات المتحدة.

## روابط خارجية
- دينيسي هالفرسون على موقع مرجع كرة القدم المحترفة.كوم (الإنجليزية)